# Mrozy Małe
Mrozy Małe (niem. Klein Mrosen) – część wsi Mrozy Wielkie w Polsce położona w województwie warmińsko-mazurskim, w powiecie ełckim, w gminie Ełk.
W latach 1975–1998 Mrozy Małe administracyjnie należały do województwa suwalskiego.